# Eupsilia nigrescens
Eupsilia nigrescens är en fjärilsart som beskrevs av Barend J. Lempke 1964. Eupsilia nigrescens ingår i släktet Eupsilia och familjen nattflyn. Inga underarter finns listade i Catalogue of Life.